# Гигрин
Гигрин — алкалоид, производное пирролидина.

## История
Гигрин впервые был обнаружен в листьях одной из разновидностей коки в 1862 году. В 1939 году выделен из вьюнка гаммадного (лат. Convolvulus hammadae).

## Свойства
Бесцветная летучая жидкость, сильное третичное основание. В живых организмах синтезируется из орнитина или аргинина. Пирролидиновое кольцо возникает в процессе внутримолекулярной реакции образования основания Шиффа, ацетильная группа происходит от ацетилкофермента А.